# Бунзо
Бунзо (нем. Bunsoh) — община в Германии, в земле Шлезвиг-Гольштейн. 
Входит в состав района Дитмаршен. Подчиняется управлению КЛьГ Альберсдорф.  Население составляет 895 человек (на 31 декабря 2010 года). Занимает площадь 11,7 км².
Коммуна подразделяется на 2 сельских округа.